# Ragnar Sundin
Ragnar Evert Sundin, född 30 april 1905 i Lund, död 30 april 1975 i Malmö, var en svensk komminister och skulptör
Han var son till järnvägstjänstemannen Nils Gustaf Sundin och Anna Olsson samt gift med Stina Ingegerd Blomberg. Sundin blev fil. kand. 1939 och prästvigdes samma år. Under sin tid som pastorsadjunkt vid Svenska kyrkan i Köpenhamn kom han kontakt med många unga konststudenter och hans intresse för konst väcktes. Han fick en viss handledning av skulptören Ivar Ålenius-Björk men var huvudsakligen autodidakt som konstnär. Han använde ofta sina skulpturer som ett hjälpmedel i sin förkunnelse vid sidan av tjänsten som präst. Han blev komminister i Kirsebergs församling i Malmö 1953. Som skulptör har han utfört figurrika julkrubbor för Johanneskyrkan i Malmö och Lunds domkyrka. Flera av hans skulpturer som efter modellering i lera har gjutits i gips eller skurits ut i trä och placerats i olika sydsvenska kyrkor. Han medverkade i utställningen Kulla-konst 1951 och han ställde även ut på Gleerupska universitetsbokhandeln i Lund. Hans skulpturer består av religiösa motiv.   